# Detective Conan: Countdown to Heaven
Detective Conan: Countdown to Heaven (jap. 名探偵コナン 天国へのカウントダウン Meitantei Konan: Tengoku e no kauntodaun) – japoński film anime wyprodukowany w 2001 roku, piąty film z serii Detektyw Conan. Piosenką przewodnią filmu była always śpiewana przez Mai Kuraki.
Film miał swoją premierę 21 kwietnia 2001 roku w Japonii przynosząc łączny dochód 2,9 mld ¥.

## Fabuła
W trakcie przygotowywania do otwarcia pary wież w Tokio, ma miejsce seria morderstw ludzi z nimi związanych. Conan podejrzewa, że jest w to zamieszana tajemnicza Czarna Organizacja. Detective Boys wraz z profesorem Agasą udają się na camping, gdzie spotykają Ran, Sonoko i Kogorō Mōri. Mōri został zaproszony przez swoją koleżankę Mio Tokiwa, która jest właścicielem korporacji Tokiwa. Jednakże popełniona seria morderstw i naczynie do sake są śladami pozostawionymi jako trop przez mordercę. Ofiarami byli pan Ōki i pan Hara hacker i programista gier (został zabity przez Gina za włamanie się do danych Czarnej Organizacji). Trzecią ofiarą była Mio Tokiwa, która ginie podczas ceremonii otwarcia. Przed ujawnieniem tożsamości mordercy, bomby podłożone przez Czarną Organizację zostają zdetonowane, podpalając budynek. Sonoko, Conan i Ran ewakuują się szklaną windą. Conan sobie sprawę, że przez swoją nową fryzurę Sonoko wygląda jak Shiho Miyano od tyłu, przez co staje się ona celem Gina. 

## Obsada
- Minami Takayama – Conan Edogawa
- Kappei Yamaguchi – Shinichi Kudō
- Wakana Yamazaki – Ran Mōri
- Akira Kamiya – Kogorō Mōri
- Megumi Hayashibara – Ai Haibara
- Yukiko Iwai – Ayumi Yoshida
- Wataru Takagi – Genta Kojima
- Ikue Ōtani – Mitsuhiko Tsuburaya
- Ken’ichi Ogata – dr Hiroshi Agasa
- Naoko Matsui – Sonoko Suzuki
- Chafūrin – inspektor Jūzō Megure
- Kaneto Shiozawa – inspektor Ninzaburō Shiratori
- Wataru Takagi – Wataru Takagi
- Isshin Chiba – Kazunobu Chiba
- Yukitoshi Hori – Gin
- Fumihiko Tachiki – Vodka
- Toshiko Fujita – Mio Tokiwa
- Aya Hisakawa – Chinami Sawaguchi
- Ichirō Nagai – Hohsui Kisaragi
- Takeshi Watabe – Iwamatsu Ōki
- Jūrōta Kosugi – Hideiko Kazama
- Kōichi Hashimoto – Yoshiaki Hara